# Acacia pachyphloia
Acacia pachyphloia é uma espécie de leguminosa do gênero Acacia, pertencente à família Fabaceae.